# إنتل 1103
إنتل 1103 هو عبارة عن دائرة متكاملة لذاكرة الوصول العشوائي الديناميكية (DRAM) تم تطويرها وتصنيعها بواسطة إنتل. تم إطلاق 1103 في أكتوبر 197، وكانت أول دائرة متاحة تجاريًا؛ نظرًا لصغر حجمها المادي وسعرها المنخفض مقارنةً بالذاكرة المغناطيسية الأساسية، فقد حلت محل الأخيرة في العديد من التطبيقات.